# Beaverton (Oregon)
Beaverton è una città degli Stati Uniti d'America che si trova nella Contea di Washington, nello Stato dell'Oregon, nelle vicinanze di Portland.

## Abitanti ed economia
Secondo il censimento del 2018 vi abitavano un totale di 98.962 persone.
La città è anche nota per essere la sede della famosa azienda sportiva Nike, che ha la sua sede centrale in un'area non incorporata a poca distanza dalla città. La città si trova anche nella Silicon Forest, ovvero un'area dove sono presenti molte aziende operanti nel campo dell'alta tecnologia, tra cui ad esempio la Maxim Integrated Products e la Tektronix.

### Aziende con più lavoratori
Secondo il Comprehensive Annual Financial Reportcittadino del 2016, le 10 maggiori aziende che impiegano lavoratori sono le seguenti:
| #  | Datore di lavoro          | n° di lavoratori |
| -- | ------------------------- | ---------------- |
| 1  | Beaverton School District | 4.510            |
| 2  | Nike                      | 3.180            |
| 3  | Comcast Cable             | 1.304            |
| 4  | Providence Health Systems | 1.201            |
| 5  | Stream Global Services    | 1.075            |
| 6  | Cascade Plaza             | 709              |
| 7  | City of Beaverton         | 644              |
| 8  | IBM                       | 592              |
| 9  | Fred Meyer                | 478              |
| 10 | New Seasons Market        | 384              |

## Infrastrutture e trasporti
La città è servita dalla linea ferroviaria suburbana WES Commuter Rail.